# Hagendorf (Waidhaus)
Hagendorf ist ein Ortsteil des bayerischen Marktes Waidhaus im Landkreis Neustadt an der Waldnaab im Regierungsbezirk Oberpfalz.

## Geographische Lage
Hagendorf liegt etwa drei Kilometer nordwestlich von Waidhaus und vier Kilometer nördlich der Autobahn A6. Das Dorf liegt auf dem Südufer des Raunetbaches, der nordwestlich von Reinhardsrieth entspringt und südlich der Hörlmühle in die Pfreimd mündet.

## Geologische Besonderheiten
Hagendorf liegt in einem Gebiet mit Pegmatitvorkommen.

### Hagendorf-Nord

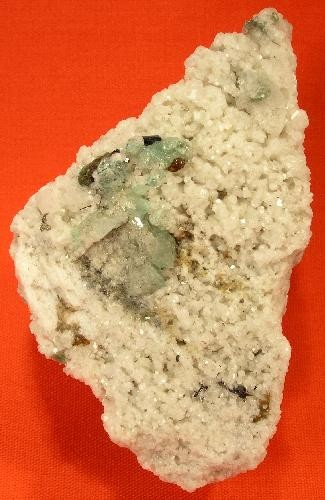
Phosphophyllit, Fundort Hagendorf-Nord

Im Jahre 1860 wurde in Hagendorf-Nord, Grube Meixner, begonnen, Feldspat abzubauen. Zunächst im Tagebaubetrieb. Ab der Jahrhundertwende begann man mit Tiefbau und Stollenbetrieb. Es wurden 220000 Tonnen Feldspat gefördert. 1937 wurde die Grube geschlossen. Sie war auch eine ergiebige Mineralfundstelle. In den Randbereichen des Pegmatits gab es Phosphatminerale. Nach der Stilllegung wuchs die Grube zu und ist heute (2015) nur schwer zugänglich.
Hagendorf-Nord gilt als Typlokalität für die Minerale Phosphophyllit und Scholzit.

### Hagendorf-Süd

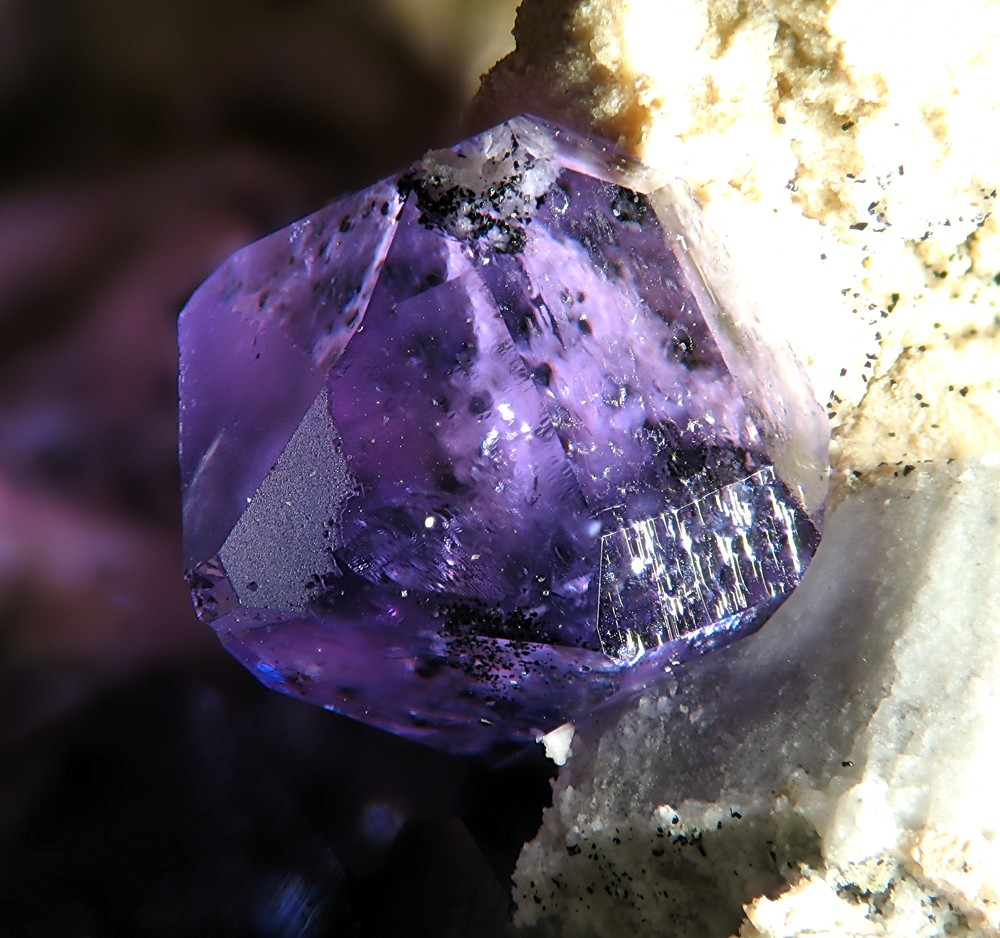
Strengit, Fundort Hagendorf-Süd

Von 1894 bis 1983 wurden im Corneliaschacht Hagendorf-Süd Feldspat und Phosphatpegmatit abgebaut. Die Grube war weltberühmt für ihre Mineralienfunde. Nach der Stilllegung wurde die Grube geflutet und ist heute (2015) ein Vogelschutzbiotop. Der so entstandene Weiher liegt etwa einen Kilometer südwestlich der Ortschaft Hagendorf.
Hagendorf-Süd gilt als Typlokalität zahlreiche Minerale, namentlich Carlhintzeit, Earlshannonit, Flurlit, Hagendorfit, Kayrobertsonit, Keckit, Kummerit, Laueit, Lehnerit, Nordgauit, Parascholzit, Phosphoferrit, Pseudolaueit, Steinmetzit, Whiteit und Wilhelmvierlingit.

## Geschichte
Ein Zinsregister des Jahres 1454 verzeichnete Hagendorf als zum Pflegamt Pleystein gehörig. Es wurde in diesem Dokument in der Reihe der öden und verlassenen Ortschaften aufgezählt. Das Pflegamt Pleystein hatte zu dieser Zeit über Hagendorf die Grundherrschaft, die hohe und niedere Gerichtsbarkeit und zusammen mit der Pfarrei Miesbrunn die Zehntrechte.
Nachdem Hagendorf lange öde gelegen hatte, erschien es im Häuser- und Rustikalsteuerkataster und im Urkataster von 1840 für die zweite Hälfte des 18. Jahrhunderts als ein zum Landkreis Vohenstrauß, Gemeinde Reinhardsrieth zugehöriges Dorf mit 14 Anwesen, einer Mühle und einem Hirtenhaus.
1805 wurde Hagendorf als zugehörig zum 3. Viertel des Pflegamts Pleystein aufgeführt.
Kurze Zeit, nämlich von 1804 bis 1807 bestand ein Landgericht Pleystein, zu welchem Hagendorf gehörte. Dieses Landgericht Pleystein wurde 1807 aufgelöst und Hagendorf gelangte zum Landgericht Treswitz.
1808 wurden Steuerdistrikte gebildet. Hagendorf wurde dabei ein eigener Steuerdistrikt der außer Hagendorf selber noch die Dörfer Hinterbrünst, Leßlohe, Reinhardsrieth und die Einöden Berghaus, Hagenhaus, Lösselmühle, Zitzmannhaus und Waldheim enthielt. Der Steuerdistrikt Hagendorf gehörte nun zum Landgericht Vohenstrauß.
Aus den Steuerdistrikten entstanden Märkte, Ruralgemeinden und Dorfgemeinden. 1821 war Hagendorf Dorfgemeinde mit 26 Familien. Zur Dorfgemeinde Hagendorf gehörte außerdem noch die Einöde Berghaus mit einer Familie.
1830 wurde die Gemeinde Hagendorf in die Gemeinde Reinhardsrieth eingemeindet. Die Gemeinde Reinhardsrieth bestand nun aus Reinhardsrieth selber, sowie Berghaus, Bernlohe, Hagendorf, Hagenhaus und Leßlohe.
1976 wurde Hagendorf nach Waidhaus eingemeindet.

## Religion
Hagendorf gehört zur Pfarrei St. Wenzeslaus Miesbrunn und zum Dekanat Leuchtenberg. Die Pfarrei Miesbrunn bildet zusammen mit der Pfarrei Pleystein und der Expositur Burkhardsrieth eine Pfarreiengemeinschaft. Hagendorf hat eine eigene Kirche St. Barbara, die 1974 erbaut wurde und in der ab und zu Gottesdienste stattfinden. 1913 hatte Hagendorf 23 Häuser und 222 Katholiken. Die Einwohner der Pfarrei Miesbrunn waren zu dieser Zeit zu 99,44 % katholisch. 1990 wohnten in Hagendorf 193 Katholiken. Die Einwohner der Pfarrei Miesbrunn waren zu dieser Zeit zu 98,69 % katholisch. Im Jahr 2011 waren von den Einwohnern der Gemeinde Waidhaus 86,6 % katholisch und 3,8 % evangelisch.

## Kultur und Sehenswürdigkeiten
- Hagendorf Haus Nummer 1 ist ein denkmalgeschützter Vierseithof, der im 18. Jahrhundert erbaut wurde.
- Im Mineralienmuseum in Vohenstrauß sind Funde aus dem Corneliaschacht Hagendorf-Süd ausgestellt.[17]
- Siehe auch Liste der Baudenkmäler in Waidhaus Abschnitt Hagendorf